# آلپن‌رود
الپنراد (به آلمانی: Alpenrod) یک شهر در آلمان است که در راینلاند-فالتس واقع شده‌است.

## خصوصیات
الپنراد ۱۲٫۱۵ کیلومترمربع مساحت دارد ۴۵۰ متر بالاتر از سطح دریا واقع شده‌است.